# Kaiulani Lee
Kaiulani Lee es una actriz estadounidense. Es conocida por su interpretación de Rachel Carson tanto en la versión cinematográfica como en la teatral de A Sense of Wonder, que también escribió.
Lee también es una conocida actriz de teatro, televisión y cine. Fue nominada al premio Drama Desk a la mejor actriz destacada en una obra de teatro para Kennedy's Children. Recibió un premio Obie a la mejor interpretación de una actriz por Safe House.
Su trabajo en cine y televisión incluye The World According to Garp, Cujo, Antes y después, A Bird of the Air, Stephanie Daley, The Waltons, Law & Order, entre otros. Interpretó a Martha Ballard en A Midwife's Tale de PBS.

## Filmografía

### Películas
| Año  | Título                      | Papel                | Notes |
| ---- | --------------------------- | -------------------- | ----- |
| 1979 | The Seduction of Joe Tynan  | Angela               |       |
| 1981 | The Fan                     | Hermana de Douglas   |       |
| 1982 | The World According to Garp | Ellen Jamesian       |       |
| 1983 | Cujo                        | Charity Camber       |       |
| 1985 | Compromising Positions      | Scotty Hughes        |       |
| 1987 | Stacking                    | Connie Van Buskirk   |       |
| 1987 | Hello Again                 | Miss Lee             |       |
| 1988 | Zelly and Me                | Nora                 |       |
| 1992 | Mac                         | Sra. Stunder         |       |
| 1996 | Antes y después             | Marian Raynor        |       |
| 1998 | Hush                        | Sister O'Shaughnessy |       |
| 1998 | A Civil Action              | Sra. Granger         |       |
| 2006 | Stephanie Daley             | Pastor               |       |
| 2008 | A Sense of Wonder           | Rachel Carson        |       |
| 2011 | A Bird of the Air           | Sra. Blair           |       |

### Televisión
| Año        | Título                                                   | Papel                          | Notas                                                       |
| ---------- | -------------------------------------------------------- | ------------------------------ | ----------------------------------------------------------- |
| 1976       | The Waltons                                              | Enfermera Nora Taylor          | 2 episodios                                                 |
| 1979       | ABC Afterschool Special                                  | Srta. Lanie                    | Episodio: "The Late Great Me! Story of a Teenage Alcoholic" |
| 1980       | Paul's Case                                              | Tercera actriz                 | Película de televisión                                      |
| 1981, 1988 | American Playhouse                                       | Dorothy Day / Alex             | 2 episodios                                                 |
| 1982       | CBS Library                                              | Mrs. Stolz                     | Episodio: "Robbers, Rooftops and Witches"                   |
| 1983       | Jacobo Timerman: Prisionero sin nombre, celda sin número |                                | Película de televisión                                      |
| 1983       | Chiefs                                                   | Sra. Butts                     | 2 episodios                                                 |
| 1986       | Tales from the Darkside                                  | Sta. Valeria Cantrell          | Episodio: "Deliver Us from Goodness"                        |
| 1987, 1989 | The Equalizer                                            | Srta. Watson / Lorraine Watson | 2 episodios                                                 |
| 1990       | As the World Turns                                       | Dra. Michaels                  | Episodio #1.8958                                            |
| 1990       | Vestige of Honor                                         | Bonnie Boyle                   | Película de televisión                                      |
| 1991       | Golden Years                                             | Sybil                          | Episodio: "The Final Blow"                                  |
| 1991, 2002 | Law & Order                                              | Srta. Goddard / Nancy Driscoll | 2 episodios                                                 |
| 1998       | American Experience                                      | Martha Ballard                 | Episodio: "A Midwife's Tale"                                |
| 2007, 2008 | Bill Moyers Journal                                      | Rachel Carson                  | 2 episodios                                                 |